# 長崎次郎書店

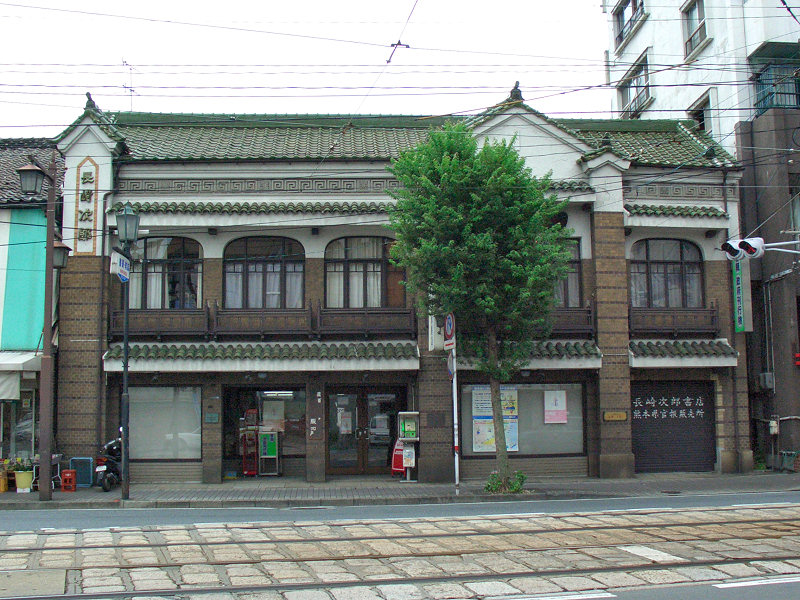
長崎次郎書店、2005年撮影。

長崎次郎書店（ながさきじろうしょてん）は、熊本市中央区新町4丁目に所在する書店。創業は1874年。1階を書店、2階を喫茶室としている木造2階建ての建物は、保岡勝也が設計して1924年に建てられ、1998年に国の登録有形文化財に登録された。2024年5月には、同年6月末をもって書店を休業することが発表された。

## 沿革
1874年（明治7年）、古道具商であった長崎次郎が創業し、教科書販売店の指定を受けた。以降、名の知られた書店となり、森鷗外は『小倉日記』に「書肆の主人長崎次郎を訪ふ」と記し、小泉八雲や夏目漱石も訪れたとされ、やがて「九州屈指の老舗書店」と評されるようになった。
この間、1889年（明治22年）には、上通支店を開店したが、この店は第二次世界大戦後に経営分離されて長崎書店となった。
1924年に保岡勝也の設計によって建てられた木造2階建ての建物は、レンガで外壁を補強した和洋折衷の様式となっており、1998年に国の登録有形文化財に登録された。
2013年（平成25年）、「諸般の事情により休業」となったが、株式会社長崎書店が、長崎次郎書店株式会社から屋号としての「長崎次郎書店」を引き継ぎ、2014年（平成26年）7月31日に書店をリニューアル・オープンさせた。
2016年の熊本地震の際には、外壁にひびが入るなどの被害があったものの程なくして営業を再開し、被災地支援イベントで熊本市に来訪した村上春樹も書店を訪れた。
2024年5月には、同年6月末をもって書店を休業することが発表された。なお、喫茶室は7月以降も営業を継続するとされている。